# Долженков, Анатолий Степанович
Анатолий Степанович Долженков — советский хозяйственный и государственный деятель, лауреат Государственной премии СССР за выдающиеся достижения в труде.

## Биография
Родился в 1950 году в деревне Амосовка. Член КПСС с 1974 года.
В 1968—1969 гг. — рабочий совхоза «Коллективист» Медвенского района Курской области, в 1969—1971 гг. — военнослужащий Советской Армии, в 1971—1991 гг. — машинист оплеточных машин Курского завода резинотехнических изделий.
За высокую эффективность и качество работы при изыскании и использовании природных ресурсов был в составе коллектива удостоен Государственной премии СССР за выдающиеся достижения в труде 1981 года.
Депутат Верховного Совета РСФСР 11-го созыва.
Умер в 2020 году в Амосовке.

## Награды
- Орден Ленина